# General Cabrera
General Cabrera is een plaats in het Argentijnse bestuurlijke gebied Juárez Celman in de provincie Córdoba. De plaats telt 10.351 inwoners.

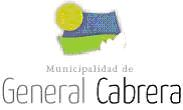
Plaatslogo